# Reinhold Remmert

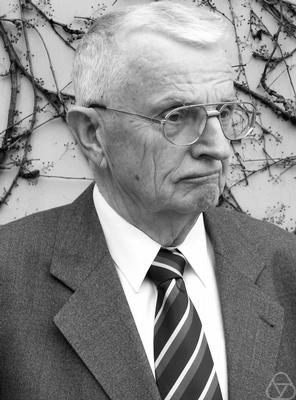
Reinhold Remmert (2007)

Reinhold Remmert (* 22. Juni 1930 in Osnabrück; † 9. März 2016 ebenda) war ein deutscher Mathematiker. Er zählte zu den führenden deutschen Funktionentheoretikern der Nachkriegszeit.

## Leben und Werk
Remmert studierte von 1949 bis 1954 Mathematik, mathematische Logik und Physik an der Westfälischen Wilhelms-Universität in Münster unter anderem bei Heinrich Behnke, bei dem er 1954 über Holomorphe und meromorphe Abbildungen analytischer Mengen promoviert wurde. Ab den 1950er Jahren war er teilweise in Zusammenarbeit mit Hans Grauert und Karl Stein wesentlich an der Entwicklung der Theorie komplexer Räume in der Funktionentheorie mehrerer Veränderlichen beteiligt. Bekannt ist sein Proper mapping theorem aus dem Jahre 1957.  Nachdem er sich 1957 in Münster habilitiert hatte, erhielt er seine erste Professur 1960 in Erlangen. 1963 folgte er einem Ruf nach Göttingen und 1967 wurde er Nachfolger von Behnke in Münster, wo er bis zu seiner Emeritierung 1995 blieb. Remmert war mehrfach Gastprofessor, zum Beispiel am Institute for Advanced Study und am IHES bei Paris. 
Er ist Autor eines zweibändigen Lehrbuchs der Funktionentheorie, das auch viel sonst kaum in solchen Lehrbüchern behandeltes Material und zahlreiche historische Informationen enthält. Remmerts historische Interessen zeigten sich auch in der Herausgabe der Werke von Kiyoshi Oka und als Mitherausgeber der Hausdorff-Edition. 
Remmert war Mitglied der Bayerischen Akademie der Wissenschaften, der Nordrhein-Westfälischen Akademie der Wissenschaften und der Österreichischen Akademie der Wissenschaften und erhielt 1990 die Ehrendoktorwürde der Ruhr-Universität Bochum. Von 1992 bis 2007 war er Vorsitzender des Fördervereins des Mathematischen Forschungsinstituts Oberwolfach.
Zu seinen Doktoranden gehören Ulrich Güntzer, Ludger Kaup (Universität Konstanz), Wilhelm Kaup (Universität Tübingen), Klaus Peters (Verleger), Michael Otte (Universität Bielefeld), Siegfried Bosch, Georg Schumacher, Lothar Gerritzen, Gerd Fischer und Wolf Barth.

## Schriften
- mit Eberhard Oeljeklaus: Lineare Algebra 1., Heidelberger Taschenbücher, Bd. 150,  1. Auflage, Springer, 1974, ISBN 3540067159.
- mit Peter Ullrich: Elementare Zahlentheorie. Birkhäuser, 1995, ISBN 3764351977.
- mit Georg Schumacher: Funktionentheorie 1. 5. Auflage. Springer, 2002, ISBN 3540590757.
- mit Georg Schumacher: Funktionentheorie 2. 3. Auflage. Springer, 2007, ISBN 3540404325.
- mit Hans Grauert: Theorie der Steinschen Räume. Springer, 1977 (englisch 1979, 2004).
- mit Hans Grauert: Analytische Stellenalgebren. Springer, 1971.
- mit Hans Grauert: Coherent analytic sheaves. Springer, 1984.
- mit Karl Stein: Über die wesentlichen Singularitäten analytischer Mengen. In: Math. Annalen. 1953.
- mit Hans Grauert: Zur Theorie der Modifikationen I. In: Math. Annalen. 1955.
- Projektionen analytischer Mengen. In: Math. Annalen. 1956.
- Meromorphe Funktionen in kompakten komplexen Räumen. In: Math. Annalen. 1956.
- mit Hans Grauert: Konvexität in der komplexen Analysis. In: Comm. Math. Helvetici. 1956/7.
- mit Hans Grauert: Plurisubharmonische Funktionen in komplexen Räumen. In: Math. Zeitschrift. 1956.
- mit Hans Grauert: Singularitäten komplexer Mannigfaltigkeiten und Riemannsche Gebiete. In: Math. Zeitschrift. 1957.
- Holomorphe und meromorphe Abbildungen komplexer Räume. In: Math. Annalen. 1957.
- mit Hans Grauert: Komplexe Räume. In: Math. Annalen. Band 136. 1958.
- mit Karl Stein: Eigentliche holomorphe Abbildungen. In: Math. Zeitschrift. 1960.
- Neuere Ergebnisse in der komplexen Analysis. In: Jahresbericht DMV. 1975/6.
- Die Algebraisierung der Funktionentheorie. In: DMV Mitteilungen. Nr. 4. 1993.
- mit S. Bosch, U. Güntzer Non archimedean analysis. A systematic approach to rigid analytic geometry, Grundlehren der mathematischen Wissenschaften, Springer Verlag 1984
- From Riemann surfaces to complex spaces, in: Michele Audin (Hrsg.), Matériaux pour l'histoire des mathématiques au XXe siècle Actes du colloque à la mémoire de Jean Dieudonné (Nice 1996), SMF 1998